# Jean-Michel Monin
Jean-Michel Monin (nascido em 7 de setembro de 1967) é um ex-ciclista de pista francês que participou nos Jogos Olímpicos de Verão de 1996 em Atlanta, onde conquistou a medalha de ouro na perseguição por equipes de 4 km, junto com Christophe Capelle, Philippe Ermenault e Francis Moreau.